# Neobisium dolicodactylum
Espèce
Synonymes
- Obisium dolicodactylum Canestrini, 1874
- Neobisium carnicum Beier, 1938

Neobisium dolicodactylum est une espèce de pseudoscorpions de la famille des Neobisiidae.

## Distribution
Cette espèce se rencontre en Italie, en Autriche, en Croatie et en Roumanie.

## Liste des sous-espèces
Selon Pseudoscorpions of the World (version 3.0) :
- Neobisium dolicodactylum dolicodactylum (Canestrini, 1874)
- Neobisium dolicodactylum latum Cîrdei, Bulimar & Malcoci, 1967 de Roumanie

## Systématique et taxinomie
Cette espèce a été décrite sous le protonyme Obisium dolicodactylum par Canestrini en 1874. Elle est placée dans le genre Neobisium par Beier en 1932.
Neobisium carnicum a été placée en synonymie par Beier en 1963.

## Publications originales
- Canestrini, 1874 : Osservazioni aracnologiche. Atti della Accademia Scientifica Veneto-Trentino-Istriana, Padova, vol. 3, p. 206-232.
- Cîrdei, Bulimar & Malcoci, 1967 : Contributii la studiul pseudoscorpionidelor (ord. Pseudoscorpionidea) din Moldova (Masivul Repedea). Anale Stiintifice, Universitatii 'Al I Cuza' (Series Noua) (2) Biol, vol. 13, p. 237-242.